# Chubu Electric Power
Chubu Electric Power Co., Inc. (japansk: 中部電力株式会社 Chūbu Denryoku) (Chuden) er et japansk elselskab for den midterste del af Chūburegionen på Honshu. De producerer og distribuerer elektricitet til regionens indbyggere.
De har 194 elværker med en samlet kapacitet på 32.473 MW. Energien produceres på vandkraft, termisk energi og kernekraft.